# Staw Małgorzata
Staw Małgorzata (zwany również jako staw Małgorzaty) – naturalny zbiornik wodny położony w zlewni Boliny (Bolina Zachodnia), o powierzchni 0,42 ha. Usytuowany jest przy ulicy Szopienickiej (w pobliżu wiaduktu nad autostradą A4) w Katowicach, na terenie dzielnicy Giszowiec.
Początkowo służył jako rezerwowy zbiornik wodny dla zakładowej elektrowni św. Jerzego kopalni węgla kamiennego „Giesche” (późniejszy „Wieczorek”) w Janowie. Przed II wojną światową był ośrodkiem sportów wodnych i bazą Towarzystwa Pływackiego „Giszowiec-Nikiszowiec” 23, a także miejscem rekreacji mieszkańców Giszowca. W 1926 roku na stawie wybudowano wieżę do skoków do wody, a w sierpniu tego samego roku odbyły się tu V Pływackie Mistrzostwa Polski.
Staw Małgorzaty po wybudowaniu w połowie lat 60. XX wieku Szybu IV kopalni „Staszic”, który znajduje się w pobliżu zbiornika wodnego, uległ stopniowemu zmniejszeniu, a także zaczął w coraz większym stopniu zarastać. 